# Tetrablemma okei
Tetrablemma okei är en spindelart som beskrevs av Butler 1932. Tetrablemma okei ingår i släktet Tetrablemma och familjen Tetrablemmidae.
Artens utbredningsområde är Victoria, Australien. Inga underarter finns listade i Catalogue of Life.